# Graphania micrasta
Graphania micrasta är en fjärilsart som beskrevs av Edward Meyrick 1897. Graphania micrasta ingår i släktet Graphania och familjen nattflyn. Inga underarter finns listade i Catalogue of Life.